# Свьонтники-Гурне (гміна)
Гміна Сьвйонтники-Гурне (пол. Gmina Świątniki Górne) — місько-сільська гміна у південній Польщі. Належить до Краківського повіту Малопольського воєводства.
Станом на 31 грудня 2011 у гміні проживало 9402 особи.

## Площа
Згідно з даними за 2007 рік площа гміни становила 20.17 км², у тому числі:
- орні землі: 73.00%
- ліси: 15.00%

Таким чином, площа гміни становить 1.64% площі повіту.

## Населення
Станом на 31 грудня 2011:
| Опис     | Загалом | Загалом | Чоловіки | Чоловіки | Жінки | Жінки |
| -------- | ------- | ------- | -------- | -------- | ----- | ----- |
| одиниця  | осіб    | %       | осіб     | %        | осіб  | %     |
| все      | 9402    | 100     | 4647     | 49.43    | 4755  | 50.57 |
| міське   | 2313    | 100     | 1143     | 49.42    | 1170  | 50.58 |
| сільське | 7089    | 100     | 3504     | 49.43    | 3585  | 50.57 |

## Сусідні гміни
Гміна Сьвйонтники-Гурне межує з такими гмінами: Величка, Моґіляни, Сеправ.